# Wilcza (dopływ Poniku)
Wilcza – struga, lewy dopływ Poniku o długości 4,08 km i powierzchni zlewni 5,86 km².
Struga płynie, na Pobrzeżu Szczecińskim, w województwie zachodniopomorskim, na obszarze gminy Białogard. Źródło Wilczej znajduje się ok. 0,4 km na północny wschód od zabudowań wsi Krzecko (Nowy Dwór) na pograniczu Wysoczyzny Łobeskiej i Równiny Gryfickiej, skąd płynie na północny wschód. Następnie zakręca na północ i uchodzi do Poniku ok. 2 km na wschód od wsi Sidłowo. W początkowym biegu stanowi granicę między gminą Rąbino i gminą Białogard.
Nazwę Wilcza wprowadzono urzędowo w 1948 roku, zastępując poprzednią niemiecką nazwę Fölz Bach.